# タマネギ
タマネギ（玉葱、葱頭; 学名: Allium cepa）は、ヒガンバナ科ネギ属の多年草。園芸上では一年草もしくは二年草として扱われる。五葷・五辛の1つ。
ネギ属の中でも大きく肥大した鱗茎を持つ種で、玉ねぎの品種によって色、形状、大きさは様々である。主に鱗茎が野菜として食用とされるほか、倒伏前に収穫した葉（葉タマネギ）もネギと同様に調理できる。かつてクロンキスト体系による分類ではユリ科に属していた。
リンネの『植物の種』(1753年) で記載された植物の一つである。

## 名称
和名であるタマネギの由来は、文字通り鱗茎が玉のように大きくなる葱のなかまという意味からきている。
英名はオニオン（onion）、仏名がオニョン（oignon、または ognon）、伊名ではチポッラ（cipolla）という。英語名オニオンの由来は、古代ローマ時代にローマ国民がタマネギを bulbus あるいは unionem と呼んでいたことにちなむ。
学名のアリウム・ケーパ（Allium cepa）は、ラテン語で「タマネギ」を意味し、スペイン語のセボーリャ（cebolla）などは、その派生語である。
中国語では洋蔥、朝鮮語では양파（ヤンパ）とそれぞれ呼ばれるが、いずれも「西洋ネギ」の意である。

## 特徴

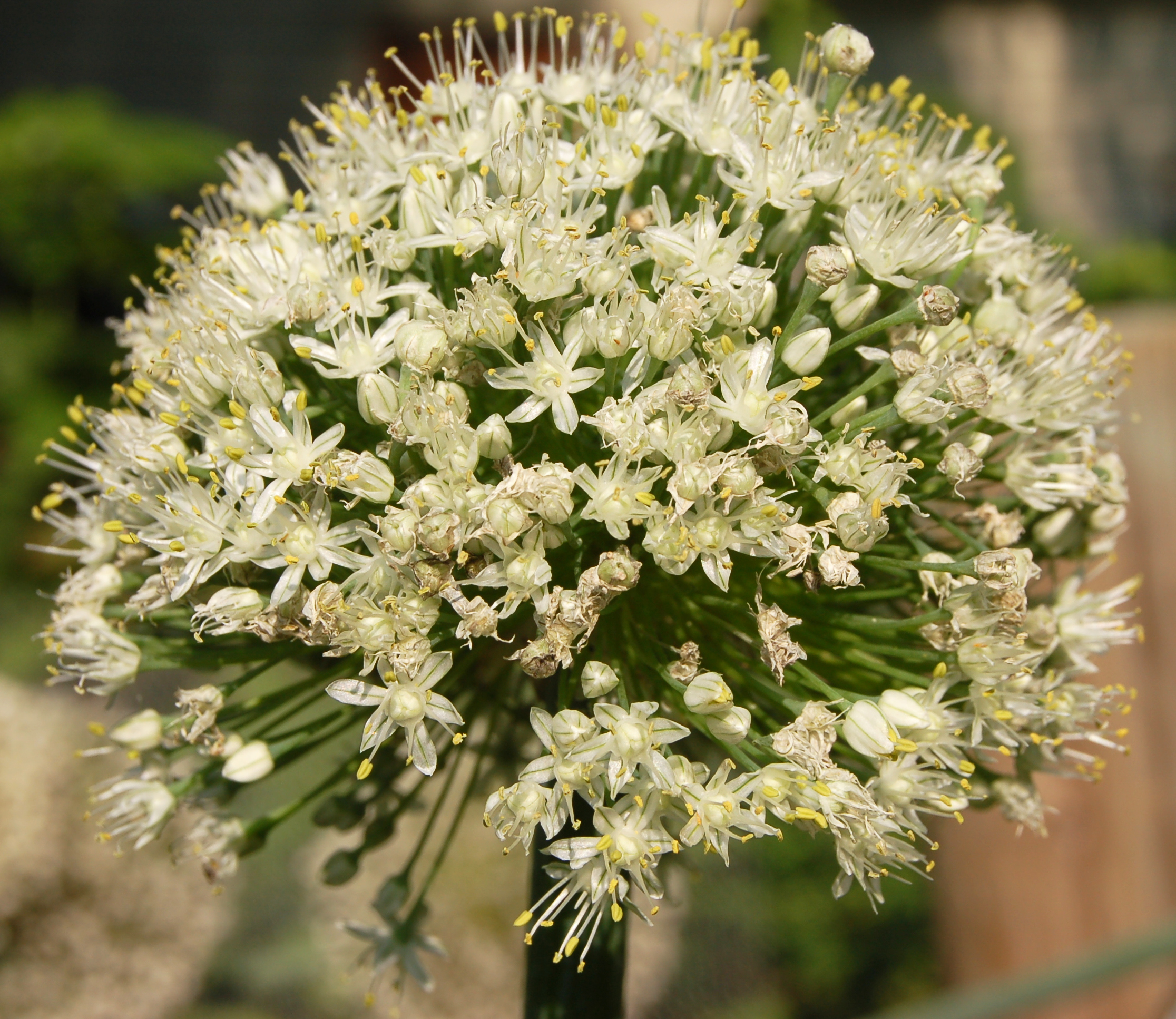
花

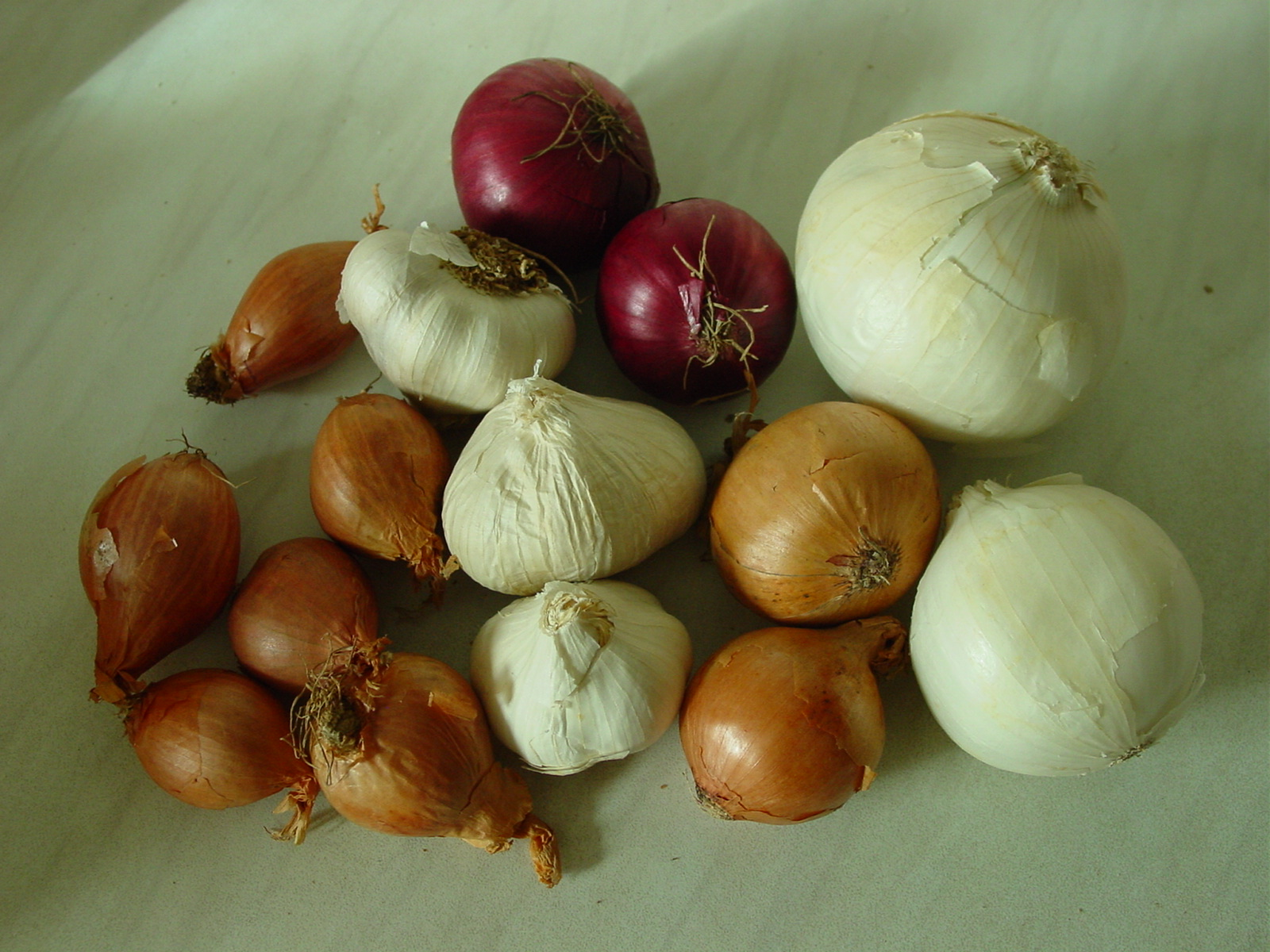
タマネギ

越年生の草本。鱗茎は径10センチメートル (cm) 前後の球形、または扁球形をしており、特異な刺激性の臭気がある。茎は円筒形で直立し、高さは50 cmくらいまで成長して、下部に2 - 3の葉をつける。葉はネギよりも細く、濃緑色で中空になっている。秋には、茎頂部に花序が大きな球形となってつき、白色の花が密集する。
葉が伸びて70 cmくらいに育つと、地中の葉鞘が結球し始めて肥大化する。結球するには、一定の温度で適切な時間日光を浴びることによって葉で糖が生成されて、その養分が基部に蓄えられて鱗茎が形成される。鱗茎は鱗片葉が球状に重なったものでできており、多くの層を持っている。鱗茎がある程度肥大すると、地上部の葉鞘が葉を支えきれなくなって倒れ込む倒伏性がある。
染色体数は 2n=16。生育適温は 20 °C 前後で、寒さには強く氷点下でも凍害はほとんど見られないが、25 °C 以上の高温では生育障害が起こる。花芽分化に必要な条件は品種や系統によって大きく違うが、一定以上に成長した個体が 10 °C 前後またはそれ以下の低温下に一定の期間以上さらされると花芽が分化する。大きな苗を植えると分球や裂球や抽台しやすく、小さいまま低温に遭うと枯れやすい。タマネギは日長条件が大きく関与し、短日種・中日種・長日種それぞれに品種系統で分化している。鱗茎を形成するためには、長日種は1日に14時間の日照を必要とし、短日種は1日に12時間から14時間の日照を必要としている。大まかに、日本で栽培されているものは、春まきが14時間以上の長日条件下、秋まきの早生種で12時間程度の中日条件下で結球する。長日条件・温度上昇で肥大が促進される。玉が成熟すると葉が倒伏し、数か月の休眠に入る。ヨーロッパなどで栽培される品種の中には16時間以上の長日でなければ結球しない品種があり、それらは日本では収穫できない。
ネギの花は花弁が開くが、タマネギとは花弁が開かない点で区別できる。
日本の山口大学などによる研究チームが、ゲノム解読完了を2021年に発表した。
ヤグラネギや野草のノビルと同じように花の咲く所から芽が伸びる品種があり、ヤグラタマネギと呼ぶ。

## 歴史
タマネギは、現存する最古の栽培植物の一つとされる。狩猟採集社会から農耕社会へ移行するに伴い、人類が野生のものを畑で栽培し、生長が早く鱗茎が大きい苗を交配するうちに、現在栽培されている大きくて甘い鱗茎を持つタマネギに近いものになっていったと考えられている。
原産は中央アジアとされるが、野生種は発見されていない。原産地はペルシア（イラン）やベルチスタン（バルーチスターン）あたりともいわれるが、はっきりしていない。中央アジアから商人によって中東に持ち込まれ、そこから世界中に一気に広まっていった。

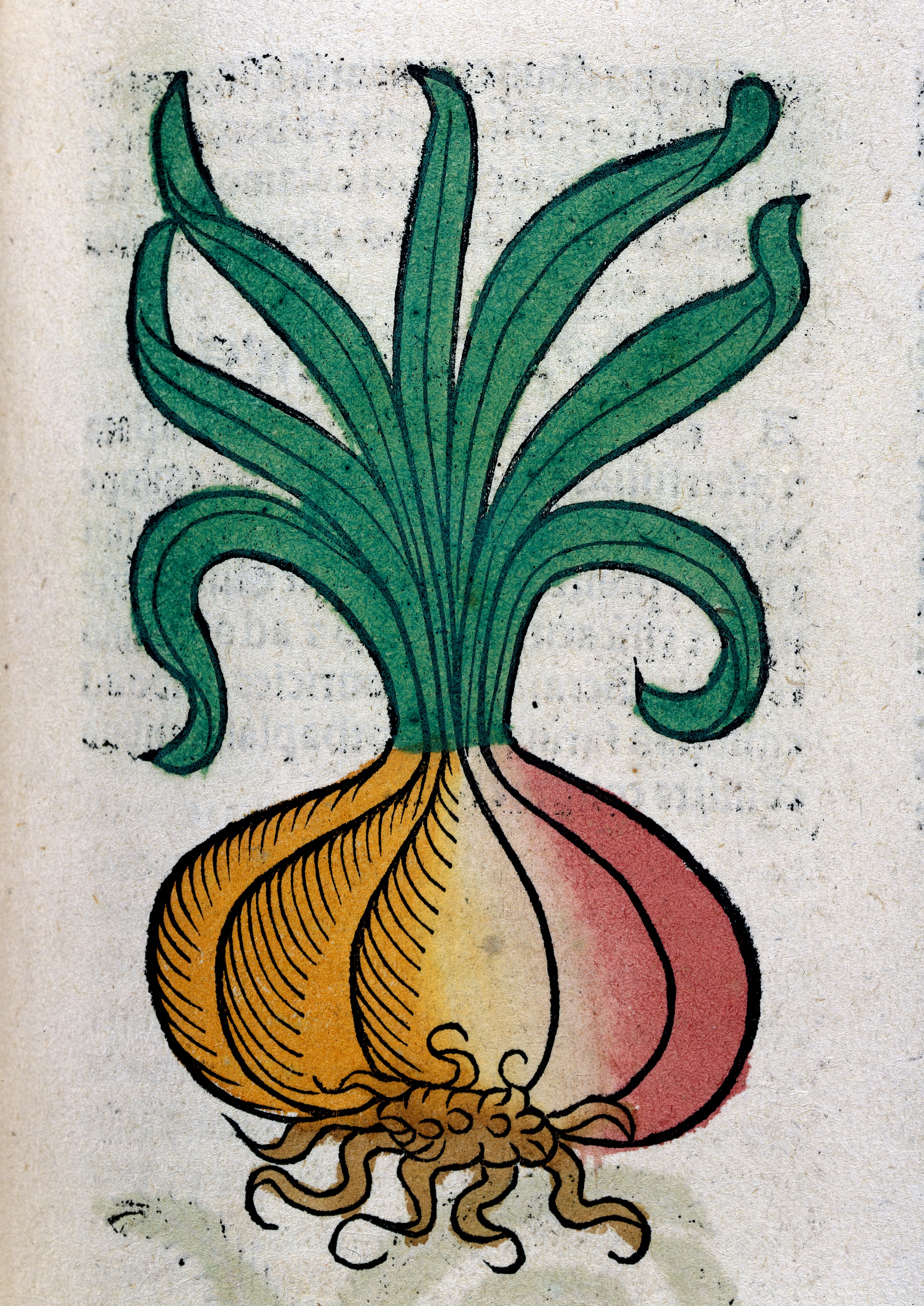
1547年に描かれた玉ねぎの木版画。

栽培の歴史は古く、紀元前1600年ごろの古代メソポタミア・バビロン第1王朝時代に粘土板に楔形文字で書かれた古代レシピの中に、タマネギが数多く登場する。紀元前の古代エジプト王朝時代にもタマネギは食されており、紀元前5世紀ごろからパンやビールとともにタマネギを食べる労働者が描かれている壁画や、紀元前3世紀ごろにはエジプトのピラミッド建設に従事した労働者に配給されていたという記録が見つかっている。ヨーロッパの地中海沿岸に伝わったタマネギは、古代ギリシア人や古代ローマ人にもニンニクとともに愛好されており、大プリニウスは『博物誌』のなかで様々な種類のタマネギについて詳述している。ローマ人は、多くの料理の風味づけにタマネギを好んで使い、旅先にも持って行ったため、北ヨーロッパにも広まっていった。古代中国で編纂された儒教の経典『礼記』には、当時の中国の配膳に欠かせない食材になっていたことを伺わせる記述が残されている。しかし、4世紀の道教では「においの強い野菜」の使用を禁じ、タマネギもその中の一種に含まれていた。古代中国においてタマネギは肺に極めて有害で、攻撃性や性衝動を増大させるとも考えられていたため、漢の時代にはニンニクとともに赤い紐で軒先に吊して虫除けとして使われていた。
ローマ帝国滅亡後の西暦800年ごろ、領土を拡大していたフランク王国のカール大帝は、帝国の庭園で90種類の野菜や果樹を栽培するよう勅令を出した。この中にタマネギをはじめとするネギ属野菜が含まれており、修道院や寺院などの大きな菜園で栽培され、中世前期のこの時代にはヨーロッパに定着していたとみられている。中世ヨーロッパで最も馴染みのある野菜の一つだったタマネギは、栽培が容易で冷蔵技術がない時代でも保存が効き、可食部も多くて、さらには霜や低温にかなり強く、南ヨーロッパはもとより北ヨーロッパやイギリスでも栽培可能であったために好都合で、庶民のあいだでも大変に愛好されていた。しかし、中世ヨーロッパでは食材にも階級意識があり、安価で手に入りやすい野菜としてあらゆる階級の人々が利用したために、タマネギが卑しい食べ物とみなされることもあった。
新世界には、1492年にコロンブスが栽培品種のタマネギをカリブ海のイスパニョーラ島（現在のハイチとドミニカ共和国）に持ち込んだといわれている。16世紀には様々な外国産品種のタマネギがヨーロッパ中で売買されていて、17世紀ごろのヨーロッパ人開拓者が、南北アメリカ大陸を植民地にして移住するときにも持ち込まれた。
18世紀から19世紀にかけて、ヨーロッパではイギリスの農業革命を起点に農業が飛躍的発展を遂げた。品種改良の新たな科学的アプローチの結果、タマネギも原種より栽培しやすく、成長が早くて鱗茎が大きく、味もよく保存が効き、耐病性がある膨大な数の品種が開発された。東ヨーロッパ（バルカン半島諸国やルーマニア）では辛味の強い辛タマネギ群が、南ヨーロッパ（フランスの一部地域、スペイン、イタリア）では辛味の少ない甘タマネギ群が作られた。しかし、ヴィクトリア時代のイギリスやフランスでは、タマネギは貧しい階級や農民の食べ物であり続け、アイルランド大飢饉の際には、貧困者救済のために供されたスープやシチューなどのかさ上げにタマネギが使われた。アメリカ合衆国でも南北戦争を前後する時代に、安価な玉ねぎが普及している。世界の相当な部分を自国の領土として植民地を広げていった大英帝国は、自国の伝統料理やカレーを持ち込み、タマネギを世界各地に広めることにも一役買った。
日本では江戸時代まで外国との交流を厳しく制限したことから、中央アジアとヨーロッパが品種のタマネギは、19世紀後半まで一般的な食材にはならなかった。江戸時代末期に長崎に伝わったが、観賞用に留まった。食用としては、1871年（明治4年）に北海道の札幌で試験栽培されたのが最初とされ、1878年（明治11年）、札幌農学校教官のブルックスにより本格的な栽培が始まった。その後の1880年（明治13年）に、札幌の中村磯吉が農家として初めて栽培を行った。1885年（明治18年）ごろから野菜として栽培されるようになったと考えられている。明治時代以降、西洋料理の人気の高まりを追い風に、日本の気候にも適していたタマネギは人気が出て生産高も増え、1900年代初頭までには昔から食べられていた里芋と同じくらいの値段に下がった。

## 種類
大別すると、東欧系の辛味品種と南欧系の甘味品種があり、日本で栽培されるものはほとんど辛味品種である。甘味品種には、紫タマネギの湘南レッドがある。一方で、辛味品種には黄タマネギ、ペコロスなどがある。
鱗茎の外側の薄皮の色は銅黄色、紅紫色、白色の3色があって、それぞれ黄タマネギ、赤タマネギ、白タマネギと分けている。玉の形は、偏球形、球形、紡錘形などに分けられる。出荷時期や栽培地によって多くの栽培品種があるが、辛味を抑えて品種改良されたものなど、地方に適した系統のものが栽培されている。
日本で栽培される品種の主流は「黄タマネギ」といわれる系統で、アメリカ合衆国から導入された春まき栽培用の「イエロー・グローブ・ダンバース（Yellow globe danvers）」という品種が「札幌黄」という品種に、秋まき栽培用は1885年（明治18年）に大阪へ「イエロー・ダンバース（Yellow danvers）」という品種が導入されて「泉州黄」に、フランス系の「ブラン・アチーフ・ド・パリ」が「愛知白」に名を変えて、それぞれ地域に定着化した。さらに農家や農協単位で自家採種・選抜を行い、農家や地域ごとに特徴のある品種が作られた。

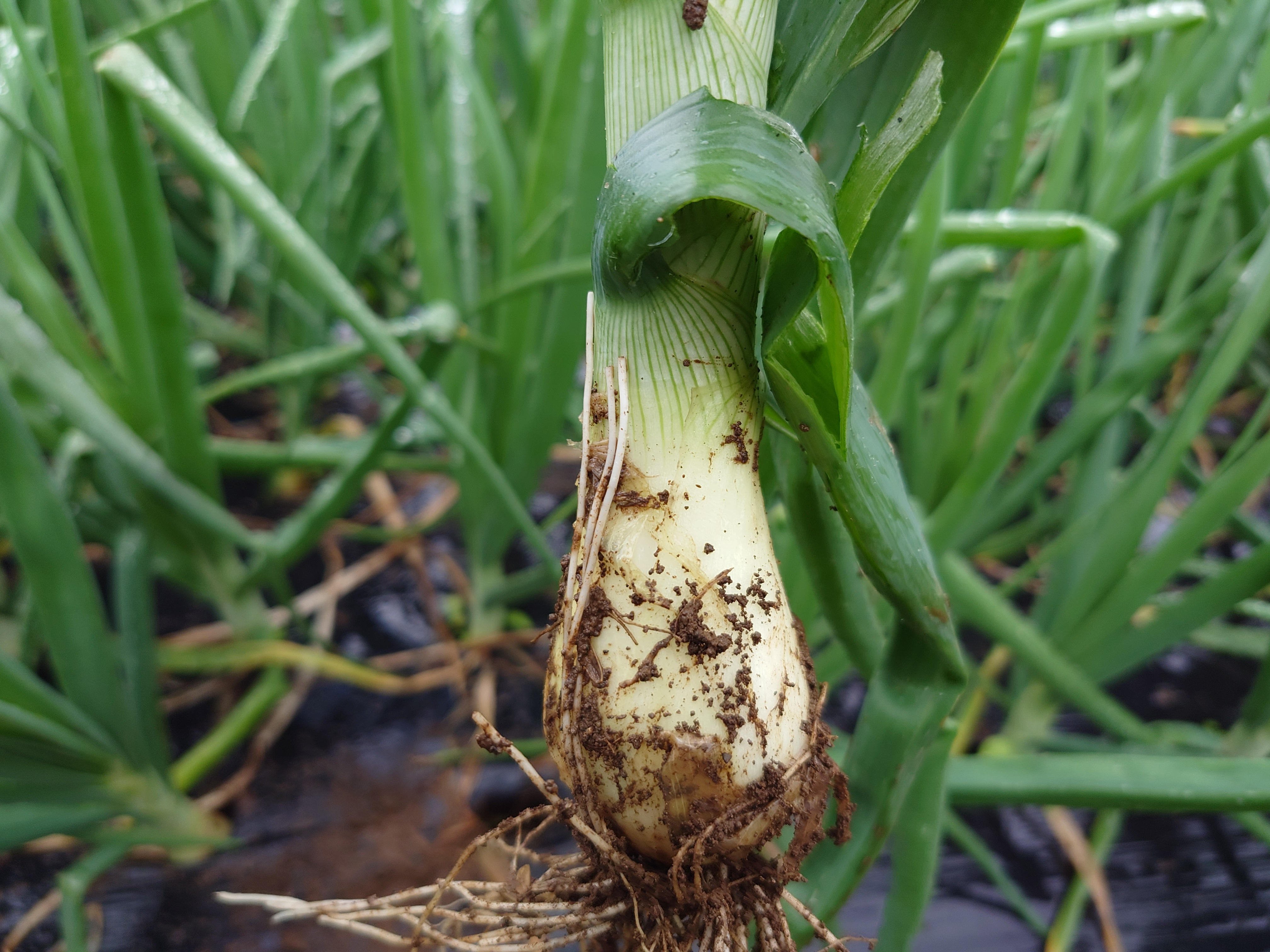
新タマネギ

いわゆる「新タマネギ」と呼ばれるものは、春に出回るもので、水分が多く肉質が柔らかい。
黄タマネギ
最もポピュラーで薄皮が赤茶色の品種。秋冬に収穫する秋冬タマネギと、春に収穫する新タマネギがある。秋冬玉ねぎは、保存性を高めるため収穫後に風干しして1か月ほど皮を乾燥して出荷しているため、水分量は少なめで、肉厚で辛味がある。新タマネギは、皮が白っぽい黄タマネギの早採りもので、水分量が多く軟らかい食感で辛味が少なく、生食にも向いている。また、干さずに出荷するため、保存性は悪い。
サラダオニオン
辛タマネギで、早生種。一般に玉は偏平で、水分量が少なく貯蔵性は低い。柔らかくて辛味は少ないため、生食に向いている。
白タマネギ
辛味を抑えて品種改良した早生種。早春から春にかけて出回り、日本の代表品種に愛知白がある。甘味が強く水分量が多く、貯蔵性は低い。サラダや和え物に向く。
紫タマネギ（赤タマネギ、レッドオニオン）

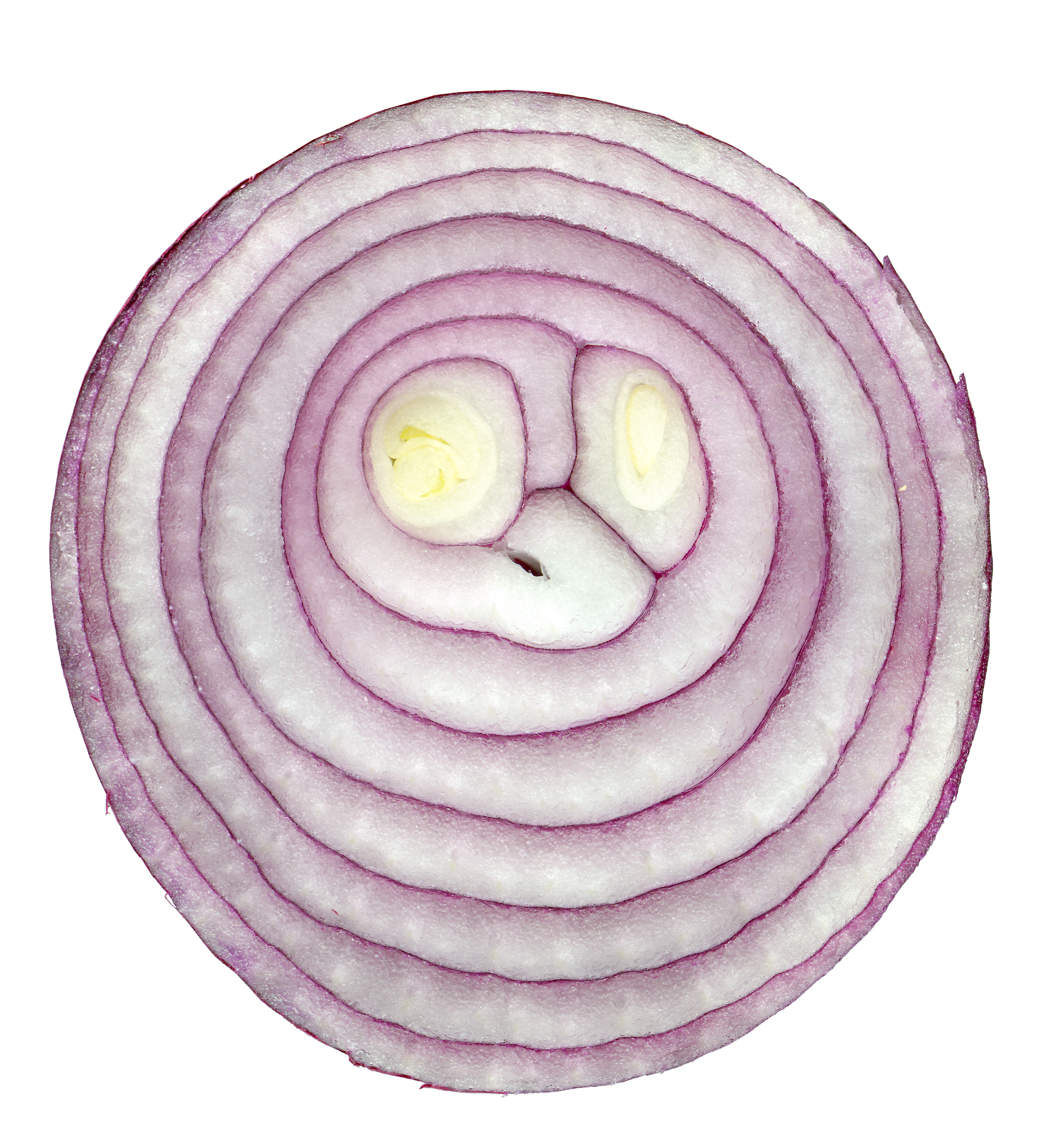
赤タマネギの輪切り

薄皮や表層が鮮やかな紅紫色の品種で、輪切りすると赤い縞の輪が出る。複数の品種があり、日本では湘南レッドが代表種。タマネギ特有の刺激臭は少なく、辛味が少ないのが特徴。サラダなどの生食に向いている。
エシャロット
フランスの香味野菜。各国で様々な呼び名がある。
ペコロス（小タマネギ、プティオニオン）
黄タマネギを密植して直径3 - 4 cmほどに小さく育てた、小タマネギのこと。辛味は少なく煮崩れしにくいため、丸ごとシチューなどの煮込み料理や、ピクルスに利用する。色が赤い種類もある。
パールオニオン
直径1 - 2 cmほどの小粒の小タマネギの一種。収穫時期によって、小指大からピンポン球大まである。皮が白くて辛味が強く、ピクルスや肉料理の付け合わせなどに使われる。
ルビーオニオン
皮が光沢があり鮮やかな赤色の小タマネギの一種。辛味は弱く、スライスしてサラダの彩りや、丸のままピクルスに使われる。
葉タマネギ
極早生の白タマネギを土寄せして栽培して茎葉を太くしたもので、葉が青い春のうちに、葉つきで収穫する。葉や鱗茎はともに軟らかく食用でき、葉はビタミンが豊富で、玉ねぎの部分も甘味がある。葉の部分は青ネギの代用にできる。

### F1交配種
タマネギは、トウモロコシに次いで雑種第一代（F1品種）が開発された作物である。大部分のタマネギの花には、雄の部分と雌の部分があるが、1924年にアメリカ合衆国カリフォルニア州デイビスにある育種場で、雄性不稔のため自家受粉できないイタリアンレッドという品種の赤タマネギが発見された。
この品種は、様々なF1品種の親となり、別の雌株と交配して常に予想通りの結果を生み出すことから、良い種子が取れる株が選抜されて、品種改良が行われた。その結果、べと病、黒穂病、紅色根腐れ病、病害虫に対する耐性などに優れた商業的に価値がある雄株も開発され、DDTなどの農薬の使用も減らすことができた。
1950年代は、安全で耐病性があり、収穫量が多いF1品種が初めて開発された時代であり、農業の未来を明るく照らすものと思われていた。だが現代においては、二代目ができないF1品種の使用は種の遺伝基礎を脅かし、栽培品種が1部だけの品種へと縮小して、単一栽培に進んでいくことにつながるのではという懸念が、科学者の間で広がっている。
実際に、商業目的で栽培されているアメリカの品種は大きく分けて、大きくて甘い鱗茎をつける品種と、乾燥が早くて色が白い加工用の品種、および長期保存ができる品種の3種類である。栽培品種が減少することによって、未知の新しい病気が発生して、広く栽培されている品種に耐性がなかったときに、世界のタマネギが壊滅しかねないことも懸念材料になっている。

## 栽培

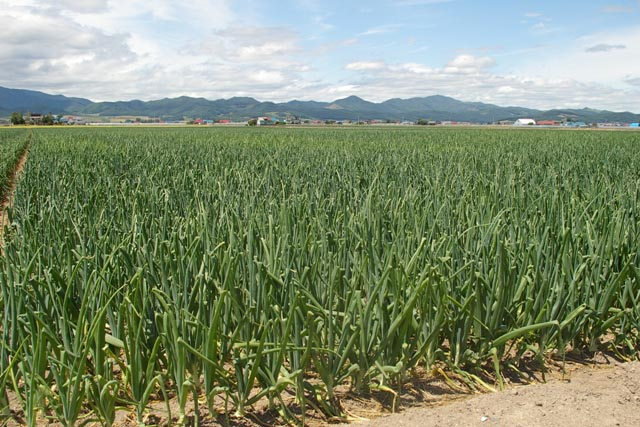
タマネギ畑（北海道富良野市）

一般には9月から翌年6月が栽培適期で、秋に種をまき、苗を育てて晩秋に苗を定植する。定植後はあまり手間がかからず、冬越しして晩春から初夏に収穫する。栽培適温は15 - 20℃とされ、連作も可能である。長日種は、多くは北半球で栽培されて、夏の間に生長して秋に収穫する。短日種は、長日種よりも気温の高い赤道地域などで栽培され、秋に植えて冬を越し、春に収穫する。収穫後の鱗茎は干して保存することで、一年中食べられる。収穫まで栽培期間が長いため、マルチングなどで雑草対策をすると良いといわれる。冬の間に追肥してよい苗を育てると、実りある収穫が期待できる。連作障害は出にくい。家庭菜園向きのミニタマネギは、一般のタマネギよりも栽培期間が短く、植え替えせずに種子や種球から3 - 4か月ほどで収穫できる。

### 栽培体系
大きく分けて春播き栽培と秋播き栽培がある。致命的な病気や害虫は少なく栽培の容易な野菜である。

#### 春播き栽培
品種は7月以降に収穫できる晩生。2月末から3月にビニールハウス内で播種し、育苗する。4月下旬から5月にかけて苗を畑に定植する。定植後1か月ほどは苗の活着に要する。6月から7月中旬にかけては葉の生育が盛んな時期で、その後7月下旬から鱗茎の肥大が始まる。鱗茎の肥大期以降はボトリティス菌、軟腐病菌、ネギアザミウマによる被害を受けやすいため、定期的に農薬による防除を行う。7月から8月にかけ、地上部が倒伏する。倒伏が揃った後、収穫の前には株を土から引き抜くか、根か根を切り離す「根切り」と呼ばれる作業をする。収穫直前に2週間ほど茎葉が枯死するまで畑でそのまま乾かしてから、収穫を行う。収穫後は茎葉が枯死した葉を切り落とし、容器に入れてそのまま乾燥させる。

#### セット栽培
春播き栽培と秋播き栽培の中間的な栽培方法。品種は極早生。2月末から3月にビニールハウス内に播種しそのまま結球させ、直径が2cm程度の小タマネギ（種球根）を作る。

#### 秋播き栽培

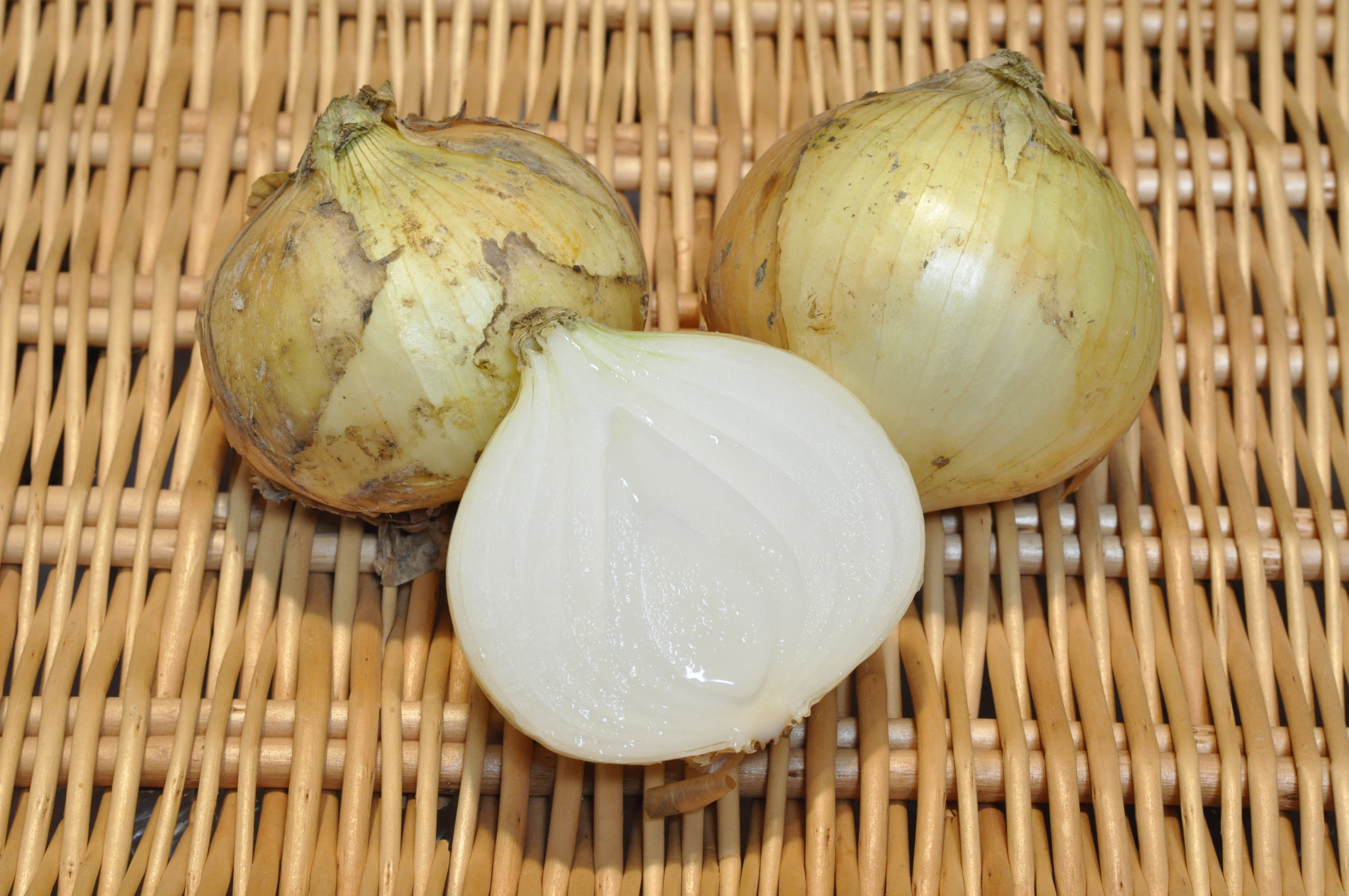
新タマネギ。例年日本では4月から5月頃に出回る。

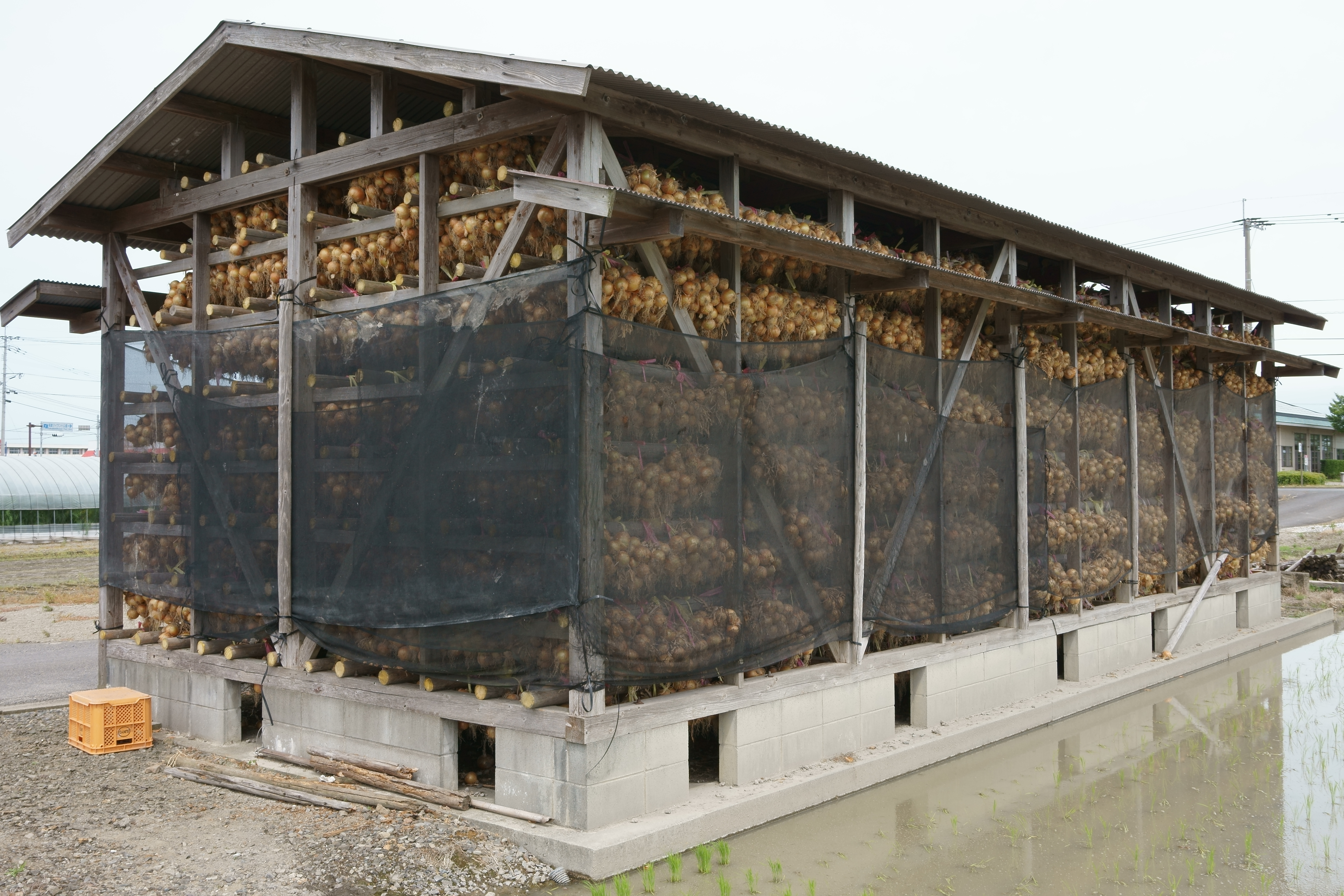
タマネギの乾燥小屋（佐賀県白石町）

9月に畑に直まきで播種し、葉が4 - 5枚になるころまで、間引きと土増しを行って育苗する。2か月ほど経った11月ころに苗を約20 cm間隔で定植する。植え付けする畑は、2週間以上前に堆肥などの元肥をすき込んで、よく耕しておく。草丈25 cmくらいに育った苗が、植え替えの目安となる。12月から追肥を行い、その後も生長を見て土がやせている場合は2月まで追肥を行う。生育期の後半に追肥を行うと、首の生育が悪くなるため追肥は控える。極早生から早生にかけては、マルチ栽培やトンネル被覆を行うところもある。マルチ栽培をするところでは、畝の外側に追肥する。
4月になると葉が生長し太くなってくる。5 - 6月ころになって茎が十分太くなったり、葉が倒れてきたら収穫の適期で、約8割方の葉が倒れたら、天気のよい日に葉の付け根から引き抜いて収穫する。早生や極早生では葉が倒伏する前に収穫し、葉タマネギとして葉付きで出荷することもある。中生や晩生では、軒下など雨があたらず、風通しのよい日陰で乾燥させて貯蔵する。数個のタマネギを葉のところで紐で縛り、吊るして貯蔵することもある。貯蔵に向く品種であれば、そのまま2月まで保存できる。

#### 固定種の採種栽培
採種（種の収穫）を目的とした栽培は食用栽培と大きく異なる。主な工程は母本選抜と開花・採種である。採種したい品種を食用栽培と同様の方法で大量に栽培し、収穫と同時に最も理想的で優れた性質の個体を厳しく選抜する。9月頃に播種する。選抜した個体（母本と呼ぶ）を9月頃に定植する。ここまでに約1年かかる。日本においては開花・結実時期が梅雨にあたるため、ビニールハウスなどの雨を避けられる環境でなければ安定した収穫が得られないので、この事を考慮して植え付け場所を選定する。秋に定植した株は翌年の7月頃から開花・結実を始める。熟した実が弾けて種が落ちてしまうので、見回りを行って熟したものから順にネギ坊主の塊ごと刈り取って乾燥する。種播きから始まり母本の選抜などを経て、採種に至るまでおよそ22か月かかる。

#### 交配種（F1品種）の採種栽培
母本選抜の方法や注意点などは固定種と同様である。タマネギの交配種の採種には、雄性不稔という正常な花粉を作れない突然変異系統を用いる。不稔の性質は母から子へ伝わるため、不稔の個体に正常な個体の花粉を着けてやれば不稔個体の繁殖が行える。Aという品種の花粉を不稔個体に交配して採種し、その子世代にAを再度交配する。そこから得た孫世代に再度Aを交配する。同様の交配を繰り返すことで、Aにそっくりな不稔系統「a」を得られる。雄性不稔になったaと、正常な花粉を作れる品種B（花粉親）を並べて開花させれば、ミツバチによってBの花粉がaに交配されて結実する。十分に交配が済んだら、交配用の品種Bは不要なので刈取り、または抜き取って処分させる。市販されている交配種は不稔であるが、正常な花粉を交配してやれば交配種からの自家採種も可能である。しかし、交配に用いた花粉親に近いものとなる。また、その子・孫世代も不稔であるため、採種のたびに花粉親に近づいていく。

### 重要病虫害
- 乾腐病 病原菌：Fusarium oxysporum f. sp. cepae
- 軟腐病 病原菌：Erwinia carotovora subsp. carotovora
- ボトリティス菌による葉枯れ（白斑葉枯病）：Botrytis squamosa、B. cinerea、ほか
- ボトリティス貯蔵腐敗：Botrytis allii、B. byssoidea、ほか
- ネギアザミウマ Thrips tabaci
- タマネギバエ Delia antiqua
- タネバエ Delia platura
- べと病[44]

タマネギの株間にキク科ハーブのカモミールをコンパニオンプランツとして混植しておくと、土壌微生物相が豊かになり、タマネギの生育を助け、病害虫を減らす効果が期待できる。

## 生産と流通
種まきや収穫の時期、産地などによって一年中出荷されている。世界のタマネギ生産量（2018年）は、最大の生産国である中国が約2470万トン、2位のインドが2207万トン、3位のアメリカが328万トンで、以下エジプト、イラン、パキスタンと続く。

### 日本における生産と流通
日本での生産量（平成30年）は115万5000トン、作付面積は2万6200ヘクタール (ha) である。そのうち北海道（北見市、富良野市、岩見沢市など）が生産量約67万トン、作付面積1万4700 haと、全国生産量で約6割強、作付面積で6割弱を占める。生産量では北海道に次いで佐賀県が1割強、兵庫県（主に淡路島）が8%強を占め、以下長崎県、愛知県、静岡県、栃木県が1-2%となっている。北海道は春播き栽培、他府県では秋播き栽培が行われるため、季節ごとに産地の異なるものが小売される。
安価である外国産（中国、タイ、アメリカ、オーストラリア、ニュージーランド）の輸入品も多い（輸入量約29万4000トン/2018年）。国産品は価格面の対策として生産・流通コストの低減化、端境期対策としてマルチング・ビニールトンネル栽培による極早生の早期化や、収穫後の貯蔵技術の向上、極早生品種・高貯蔵性品種の開発、品質面の対策として、高機能性品種の開発を行っている。

## 食材としてのタマネギ

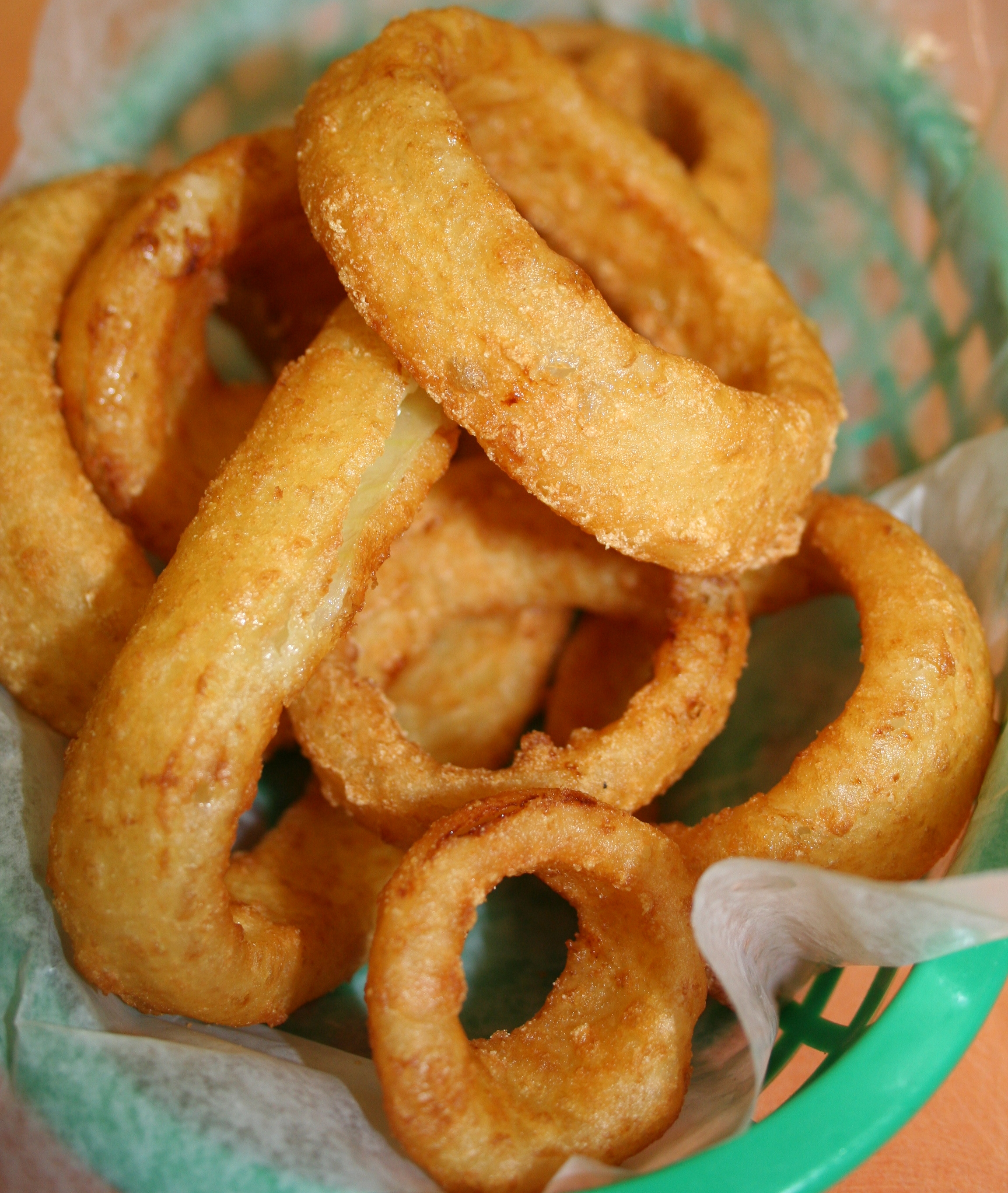
オニオンリング

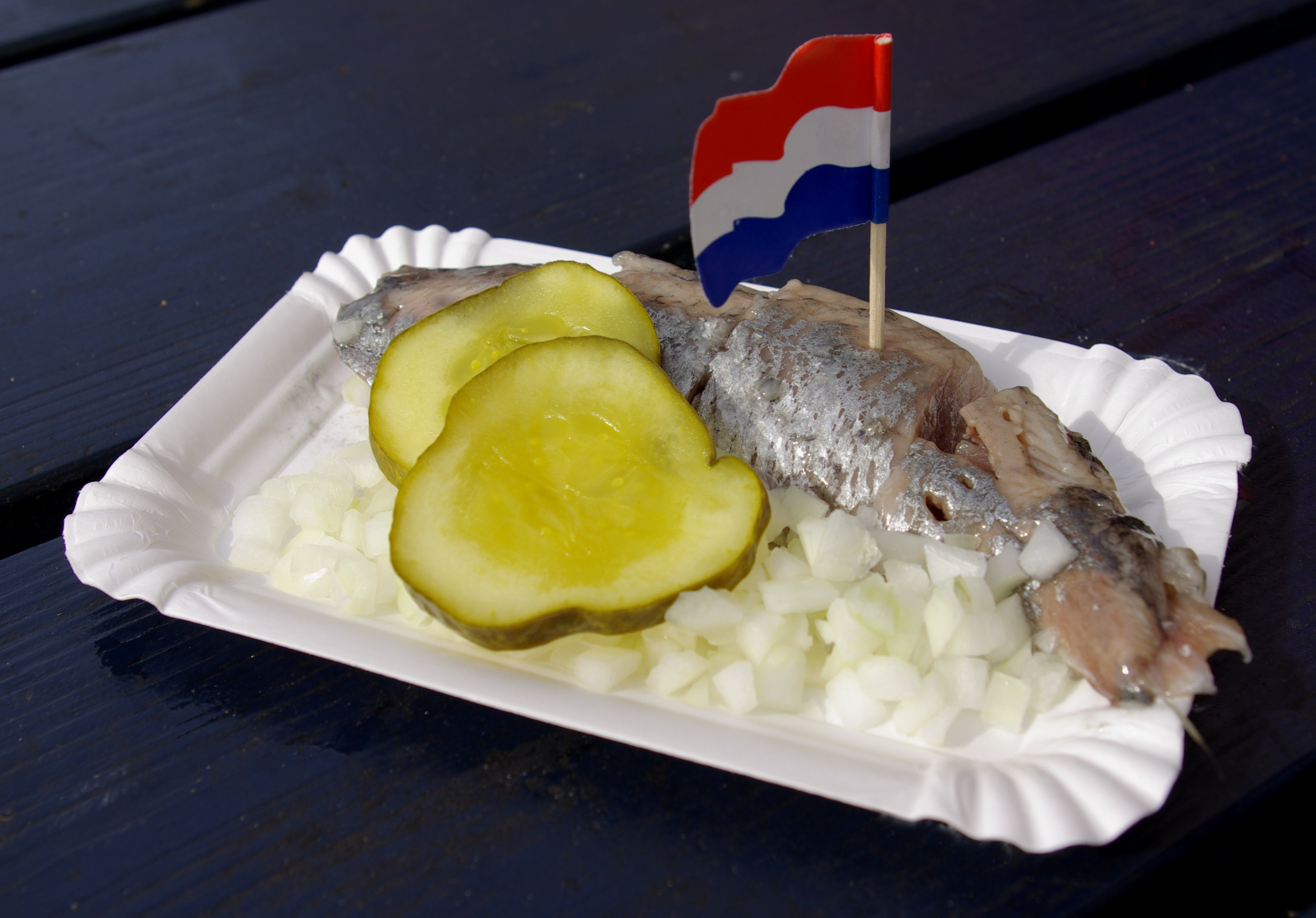
ハーリングの付け合わせとして添えられたタマネギのみじん切り

主に鱗茎を食用とするが、生では強い辛味、加熱すると甘味がある。一年中出回っているが、食材としての旬は10 - 12月で、新タマネギは4 - 5月。鱗茎の上部が締まっていて、ひげ根が延びておらず、切ったときに芽が上まで伸びていないものが良品とされる。
秋冬たまねぎは、皮がよく乾燥していてきれいなつやがあるものが良い。一般的に食べられているタマネギは「イエローオニオン」（yellow onion）とも呼ばれる。日本ではエシャロットの代用とされる場合もある。
辛みの強さは、品種によって違いがある。一般に早生の方が辛みが少なく、晩生になるにつれ辛みが強くなる。また保存状態によっては辛味が強くなるため、晩生の貯蔵用品種であっても葉が青いうちに収穫してすぐに利用すれば比較的辛味が少ない。
タマネギを切ると涙が出るのは、鱗茎に含まれるチオアルデヒド（別名：チアール）という成分の作用によるもので、タマネギがスライスされた時に細胞が壊れ、放出された揮発性物質syn-プロパンチアール-S-オキシドが気化し、目・鼻の中の水分と結合して硫酸が生じて粘膜を刺激し、これを洗い流そうとして涙腺に涙が作られるためである。涙の出ないタマネギも開発されてはいるが、遺伝子組み換え作物のため市場には出ていない。
加熱すると甘味が出るが、その理由はn-プロピルメルカプタンという成分が出来るからである。生のタマネギの辛味成分は、ジアリル・ジサルファイドなどである。生のタマネギの匂いは、主にジプロピルジスルフィドによるものである。
臭いや辛味の元になっている成分の硫化アリルは、タマネギを切るときに細胞が壊れて、アリシンという成分に変化する。アリシンはビタミンB1の吸収を助ける働きがあり、ビタミンB1を含む他の食品と一緒に摂取すると吸収率を高める効果があり、水溶性で加熱に弱いという性質がある。
タマネギ外皮には、抗酸化物質であるケルセチンが含まれている。

### 料理
ジャンルは問わず多様な料理に幅広く使われ、世界中で親しまれている。スライスしてサラダやマリネにするほか、煮込み料理ではカレー、シチュー、肉じゃがなど、卵と共に料理するオムレツや親子丼に用いるほか、ソースなどとしてデミグラスソース、トマトソース、タルタルソース、サルサなどの素材としても欠かせない。刻んで炒めたものをハンバーグやコロッケの具材に入れたり、炒め物、煮物、揚げ物、汁の実など幅広く利用できる。日持ちがするため、大航海時代にはニンジンやジャガイモと共によく食べられていた。
イギリスでは伝統的にレバー料理の臭い消しに、タマネギを合わせた料理が食べられている。インド風料理で今日カレーと呼んでいる煮込み料理は、通常タマネギを使い、他の香辛料と一緒に炒めてペースト状にしてから鍋に入れる。インド・デラバード地域の郷土料理ドピアザは「タマネギを二度（使う）」という意味があり、タマネギを大量に使う香辛料が利いた料理で知られる。フランスの伝統料理フレンチ・オニオンスープは、欧米人にとって最も有名な料理のひとつで、飴色に炒めたタマネギをビーフブイヨンで煮込んで、かりっとトーストしたパンと、溶けたチーズを載せた料理である。タマネギの酢付けは、発酵が一般的な貯蔵方法だった東欧地域でよく食べられる食品である。
新タマネギと呼ばれる極早生のタマネギなどは、生の薄切り（オニオンスライス）や、みじん切り（ラーメンのトッピング用など）でも美味しく食べられる。ペコロスのように小さなものは、切らずにそのまま煮物やグラッセにして、形も楽しむといった使い方をする。
タマネギの種は黒ごまに姿が似ており、インドやヨーロッパにおいてスパイスの一種としてそのまま、あるいは他のスパイスと合わせて料理の香り付けなどに用いられる。

### 調理法

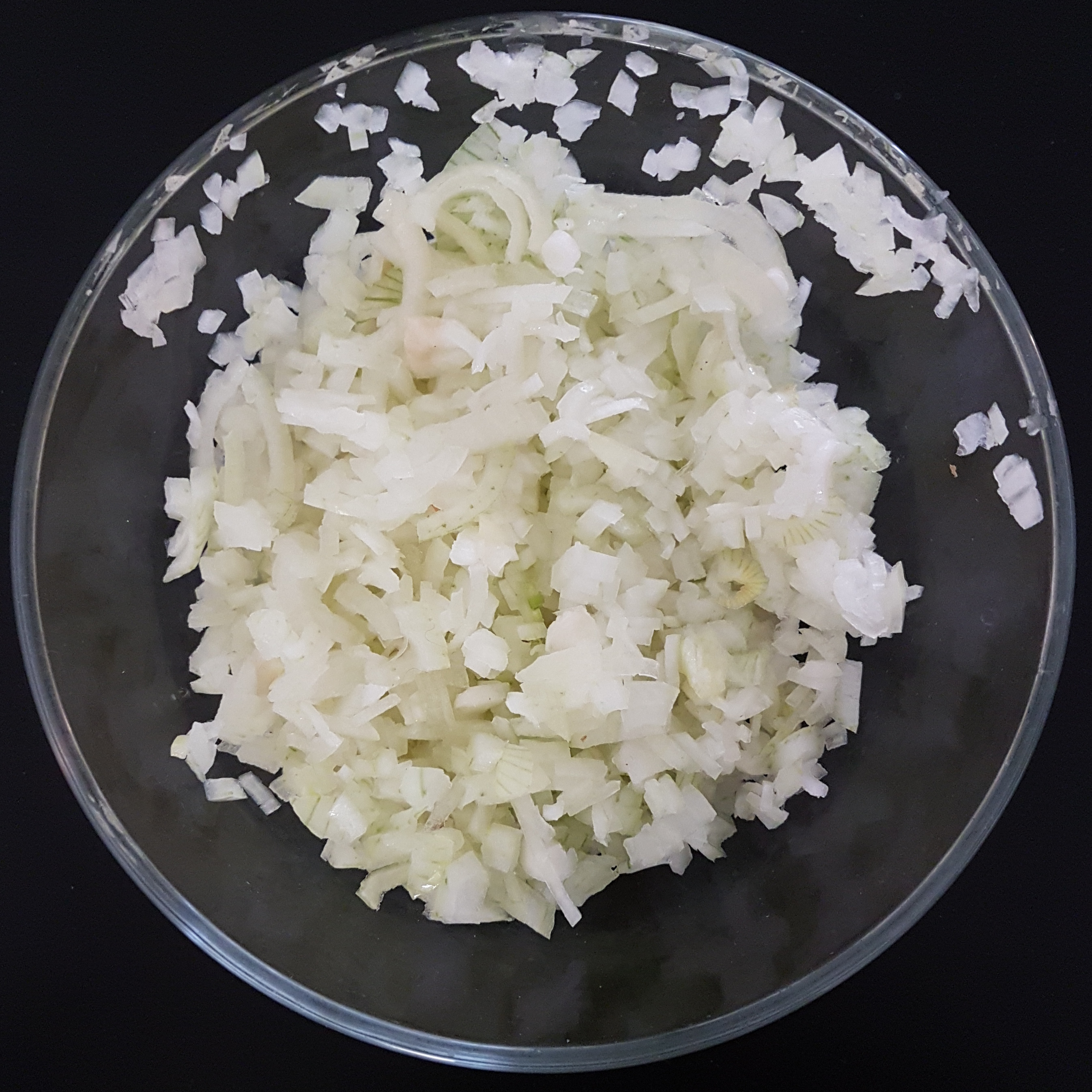
タマネギのみじん切り

秋冬タマネギと春に出回る新タマネギでは、同じ調理法を行っても旨さを上手に引き出せないので、それぞれ特性に合わせて調理法を変える。秋冬タマネギでは、じっくり加熱調理することで甘味と深い旨味を引き出せるので、大きめに切って、煮込み料理に使う方が向いている。一方、新タマネギは水っぽいため、煮込んでも旨さが引き出せない。このため、生食するか、軽く炒めて食感を活かした食べ方に向いている。
タマネギには、辛味と甘味の両方の成分が含まれている。生のときは、辛味成分が強いため甘味を感じることが少ない。炒めるなどの加熱調理することによって、辛味成分は分解されて甘味成分だけが凝縮して残されるので、タマネギ特有の甘味が出てくる。さらに、茶褐色になるまで炒めると、甘味に旨味が加わり、カレーやシチューなどのベースになる濃厚なコクが出てくる。
生食の場合、切ってから水にさらすと辛味が和らぐ。タマネギを切る前に、あらかじめ冷蔵して冷やしておいたり、切れのよい包丁で手早く切ると、涙が出てしまうことを抑えることができる。

### 栄養価
タマネギの鱗茎部には水分が約90%含まれていて、可食部100グラム (g) あたり、炭水化物8.8 g、たんぱく質1.0 g、灰分0.4 g、脂質0.1 gが含まれている。炭水化物が多めに含まれていて、野菜としては熱量が37キロカロリー (kcal) と高めで、微量栄養素のビタミン・ミネラル・食物繊維はそれほど多くはない。それでも、ビタミンB1・B2・Cや、カリウム、カルシウムなどのミネラル、食物繊維がバランスよく含まれている。タマネギの糖質にはブドウ糖（グルコース）、果糖（フルクトース）、蔗糖（スクロース）などが含まれ、低分子の糖として貯蔵する。
調理過程で水にさらすと、栄養成分が流れ出てしまうため、辛味成分が少ない新タマネギは水にさらさずにそのまま食べた方が栄養を効率よく摂取できる。タマネギを加熱し、黄色、あめ色、茶色と褐変が進行するに従ってDPPHラジカル消去能が上昇するとの報告がある。タマネギを炒めることによってメイラード反応が起こり、褐色物質のメラノイジンが生成する。メラノイジンは、in vitroでは抗酸化作用、活性酸素消去活性、ヘテロ環アミノ化合物（発癌物質）に対する脱変異原活性などを有する可能性があるとして研究が続けられている。

### 保存
タマネギは収穫後、表皮を乾燥させておけば長期保存が可能であり、常温でも数か月は保存が可能な食材である。生産者は、極早生や早生の種は保存性がないため、機械乾燥してからすぐに出荷するが、貯蔵性に優れる晩生の種は、秋に収穫して施設で乾燥させたあと、貯蔵庫で翌年春まで保存できる。CA（Controlled Atmosphere）冷蔵法の導入により、薬剤や放射線照射に頼らず、萌芽を同時に防ぐ保存法も確立されている。
家庭などでは、湿気がこもらない、かつ乾燥しすぎない風通しのよい場所で、ネットや紙袋などに入れて、室温で保存できる。暑い季節は、冷気にあたらないようにする。調理で切って使い切れなかった玉ねぎは、切り口を食品用ラップフィルムなどで包んで、乾燥しないようにポリ袋などに入れて冷蔵保存する。

## 薬用

### 漢方と民間療法
タマネギの薬用の歴史は古く、紀元前15世紀頃に書かれたエジプトの医学書とされる『エーベルス・パピルス』に名称が登場する。古代ギリシアの本草書『ディオスコリデスの薬物誌』の中でも、タマネギの薬用について詳細に記述されている。伝統中国医学では咳、風邪、喘息、気管支炎にタマネギを推奨している。
民間療法では、風邪の初期症状のとき就寝前に、タマネギの鱗茎を細かく刻んで湯飲みに入れて、すりおろしたヒネショウガを少量加えて味噌で調味して、熱湯を注いでしばらく置いた後によくかき混ぜてから飲む方法が知られる。咳止めには、細かく刻んだタマネギをタオルのような布の中央に入れてその部分に熱湯をかけて軽く絞り、のどに当てて温湿布する方法が知られる。

### 医学的知見
タマネギには辛味成分にもなっている多様な種類の硫化アリル類が豊富に含まれている。その代表ともいえるアリシンには「血小板凝集を抑制する」「血圧が下がる」「コレステロールを下げて動脈硬化を予防する」などの効果が期待できると言われているが、現時点では、人において信頼できる十分な根拠は示されていない。

## 動物への影響
イヌやネコがタマネギを食べた場合には、アリルプロピルジスルファイドにより血液中の赤血球が破壊され、血尿、下痢、嘔吐、発熱を引き起こす。タマネギの加工食品やエキスも、イヌやネコなどの動物に影響を与えることがある。

## 文化

### 宗教による考え方の違い
インドのバラモン教やヒンドゥー教の学問や祭司を司るバラモンは、情欲と怒りを増大させて瞑想を妨げる野菜だとして、ニンニクとともにタマネギの摂取を禁じている。ヒンドゥー教の分派スワミナラヤンの信者は、ニンニクもタマネギも食べない。カシミールに住む高位のヒンドゥー教徒であるカシミール・パンディットの人々も同様に食べない。ジャイナ教徒は、タマネギを含むネギ属の野菜は食べた人に悪影響を与え、収穫の際に土中の小さな生き物を傷つけると考えられているため、摂取を禁じている。

### 絵画の題材
フランス印象派の画家の多くは、都会を避けて田舎のプロヴァンス地方を仕事場に選び、質素で基本に立ち返った生活を表現する静物画を描いた。その題材にタマネギが描かれた作品が残されており、ポール・セザンヌの『玉ねぎのある静物』（1896年 - 1898年）、ルノワールの『玉葱のある静物』（1881年）のほかに、ファン・ゴッホは『赤キャベツと玉ねぎのある静物』（1887年）から『生姜の瓶と玉ねぎ』（1885年）まで、何度もタマネギを描いている。

### 祝祭
タマネギの祝祭が世界各地で催されている。数は減少したものの、古くはイギリスでは13世紀からオニオン・フェアが行われており、ハワイのマウイ島、インドのムンバイなどでもオニオン・フェアが開催されている。ドイツのエリスゲンでは、毎年8月にツヴィーベルフェスト（タマネギ祭り）が開催される。毎年10月にはヴァイマルで行われるタマネギ祭りが有名で、住民はタマネギの花輪で自宅を飾る。

## タマネギをモチーフにしたキャラクター
- たまちゃん[74] - 赤塚不二夫作『たまねぎたまちゃん』[75]の主人公
- タマネギ部隊
- ユニオニオン[76] - 日本労働組合総連合会（連合）の公式ゆるキャラ